# Hubarka długoczuba
Hubarka długoczuba (Sypheotides indicus) – gatunek ptaka z rodziny dropi (Otididae), będący jedynym przedstawicielem rodzaju Sypheotides. Występuje na subkontynencie indyjskim, gdzie poza sezonem lęgowym jest obserwowany w wielu regionach, jednak lęgi odbywa tylko na nielicznych stanowiskach w północno-zachodnich i środkowych Indiach. Ze względu na polowania i utratę siedlisk lęgowych jest to gatunek krytycznie zagrożony wyginięciem.

## Morfologia

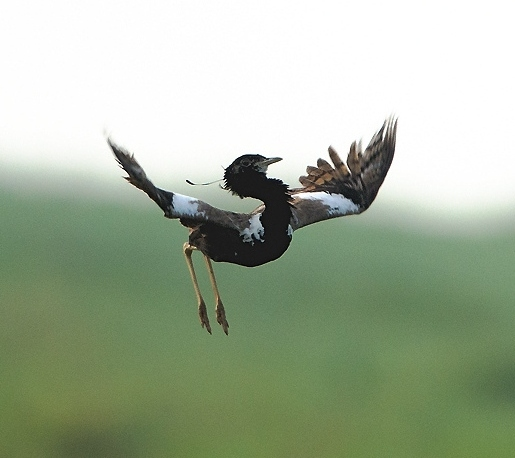
Samiec w trakcie popisowego lotu godowego

Cechy gatunkuSamiec w szacie godowej upierzony w kontrastową czerń i biel: na szyi, piersi i brzuchu pióra są czarne, białe jest gardło, pręga na karku i wierzch skrzydeł. Lotki, wierzch ciała i ogon brązowe w czarne cętki i prążki. Najbardziej charakterystycznym elementem godowego upierzenia samca są długie pióra wyrastające zza uszu w formie wstążek zakończonych „łopatką”. Samica – inaczej niż u większości dropi – jest nieco większa od samca. Podobnie jak u pozostałych gatunków jest ubarwiona bardziej jednolicie w brązowoczarne, maskujące pióra. Samiec poza okresem lęgowym ubarwiony podobnie do samicy, choć na skrzydłach pozostaje część białych piór. Nogi długie i silne, o żółtej barwie. Stopy, jak u innych dropi, pozbawione kciuka. Lata szybciej niż większe dropie; w locie przypomina sylwetką kaczki.
Wymiary średnieHubarka długoczuba jest małym dropiem, samice osiągają długość 51 cm, samce 46 cm. Masa ciała osobników obydwu płci mieści się w granicach 510–740 g.

## Ekologia i zachowanie

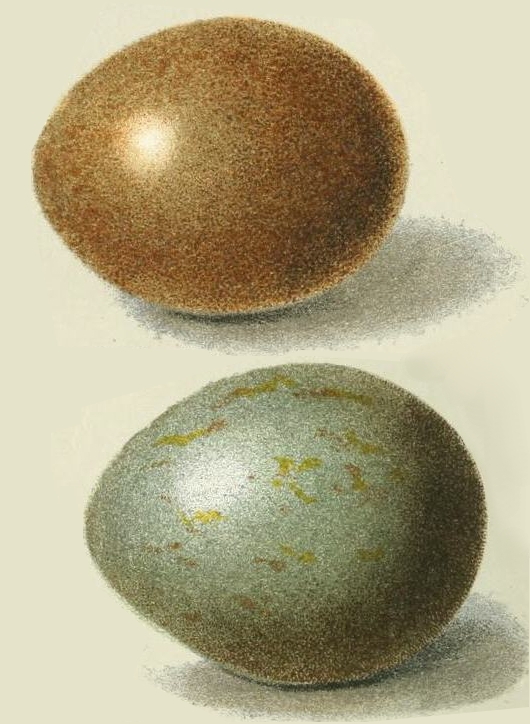
Różne warianty pigmentacji jaj hubarki długoczubej

BiotopSuche, nizinne obszary trawiaste i stepy z rzadka porośnięte krzewami. Czasem również pola uprawne bawełny i prosa. Poza okresem lęgowym wykonuje nieregularne wędrówki, lecz ich przyczyny są mało znane.
LęgiPrzypadają na początek monsunu południowo-zachodniego w Indiach Północnych (wrzesień – październik) oraz na kwiecień – maj w południowym areale występowania. Toki hubarki długoczubej są bardzo efektowne. Tokujący samiec wybiera centralne miejsce w płaskiej i otwartej przestrzeni, na którym wykonuje co kilka minut z ziemi lot godowy – wznosi się pionowo do góry trzepocąc skrzydłami, wydając donośne dźwięki, z odchyloną do tyłu głową.
GniazdoDołek wygrzebany w ziemi, wśród gęstych traw.
JajaW ciągu roku wyprowadza jeden lęg, składając 3–4 jaja o zmiennej barwie.
Wysiadywanie, pisklętaJaja wysiadywane są przez okres około 21 dni przez samicę. Pisklętami opiekuje się również wyłącznie samica, samiec może w jednym sezonie zapłodnić kilka samic.
PożywienieNasiona wielu roślin, owady i drobne kręgowce.

## Systematyka
Miano „hubarki” otrzymały dwa indyjskie gatunki mniejszych dropi. Drugi z nich, hubarka bengalska (Houbaropsis bengalensis), był wcześniej zaliczany do tego samego rodzaju, jednak dokładniejsze badania skłoniły naukowców do wyróżnienia dwóch monotypowych rodzajów, choć uważanych za blisko spokrewnione.
Hubarka długoczuba jest gatunkiem monotypowym, tzn. nie wyróżnia się podgatunków.

## Status i zagrożenia
W Czerwonej księdze gatunków zagrożonych IUCN hubarka długoczuba od 2021 roku jest klasyfikowana jako gatunek krytycznie zagrożony (CR – Critically Endangered); wcześniej, od 2000 roku uznawana była za gatunek zagrożony (EN – Endangered), a od 1994 roku – krytycznie zagrożony (CR – Critically Endangered). W 1982 roku liczebność populacji szacowano na 4734 osobników dorosłych, w 1999 roku na 3530, zaś szacunki z 2018 roku mówią już o tylko 356–1228 osobnikach dorosłych (najlepsze przybliżenie to 730 osobników dorosłych). Trend liczebności populacji jest zatem silnie spadkowy.
Mimo ochrony, rozpoczętej w niektórych stanach Indii (Radżastan czy Madhya Pradesh) oraz w Nepalu, wciąż poluje się na nie ze względu na smaczne mięso lub dla sportu. Szczególnie narażone są tokujące samce, których popisy są widoczne z daleka. Dużym zagrożeniem jest również ubywanie odpowiednich siedlisk ze względu na zajmowanie coraz większych obszarów przez intensywne rolnictwo oraz zmiany w szacie roślinnej związane z pojawieniem się obcych gatunków, zwłaszcza rozprzestrzenienie się krzewów Prosopis glandulosa z rodziny bobowatych. W ostatnich latach populacja hubarki ulegała bardzo dużym wahaniom ze względu na duże zmiany czasu nadejścia monsunów. Zmiany klimatyczne mogą stać się więc również poważnym zagrożeniem dla tego gatunku. Gatunek ten jest wymieniony w II załączniku konwencji CITES.